# Oberwurmbach
Oberwurmbach (auch Oberworma genannt) ist ein Gemeindeteil der Stadt Gunzenhausen im Landkreis Weißenburg-Gunzenhausen (Mittelfranken, Bayern). Oberwurmbach liegt in der Gemarkung Unterwurmbach.

## Lage
Das Dorf Oberwurmbach liegt 3 km westlich von Gunzenhausen am Oberlauf des Wurmbaches, nahe Unterwurmbach, das sich am Unterlauf des Wurmbaches befindet. Südlich von Oberwurmbach befindet sich der Wurmbacher Berg. Östlich verläuft die Bundesstraße 466; nördlich die Staatsstraße 2219 und die Bahnstrecke Nördlingen–Gunzenhausen, die heute als Museumsbahn dient. Innerhalb des Ortes mündet der Filchenharder Graben. Die Nachbarorte sind Filchenhard, Maicha, Unterwurmbach und Edersfeld.

## Geschichte
Bei Oberwurmbach befinden sich mehrere Grabhügel aus der Hallstattzeit und der Vorgeschichte.

### 13. Jahrhundert
1238 wird ein Dorf namens Wrenmach erstmals urkundlich erwähnt, wobei unklar ist, ob es sich hier um Ober- oder Unterwurmbach handelt.

### 14. bis 18. Jahrhundert
Die Geschichte im 14. bis 18. Jahrhundert kann nach Schuh wie folgt zusammengefasst werden:
1301 verpfändete König Albrecht seinem Oheim Graf Ludwig von Oettingen für ein Gelddarlehen eine Reihe von Dörfern, darunter auch Oberwurmbach. Im 14. Jahrhundert ist das Kloster Ellwangen Grundherr in Oberwurmbach; Lehensinhaber sind der Raben genannt Zollner von Gunzenhausen, Reinhard und Burchhart Mittelburger sowie Kunz von Lentersheim. 1398 verkauften Stephan und Hadmar von Absberg 8 Hofstätten und einen Fischweiher dem Deutschen Orden in Ellingen. 1491 erhielt der Gunzenhäuser Bürger Sixt Behein vom Kloster Ellwangen den Großen und Kleinen Zehnt zu „Oberwurmach“; spätestens im 16. Jahrhundert gehört ein Teil des Großen Zehent dem Landalmosenamt Nürnberg. 1608 besteht das Dorf aus 13 markgräflichen, 4 oettingschen, 2 leonrodischen, 2 gundelsheimischen Untertanen und 1 Untertan des Deutschen Ordens in Ellingen. In der Folgezeit mehren die Markgrafen ihren Besitz im Dorf. Gegen Ende des Alten Reiches bestand Oberwurmbach aus 24 Untertanen, von denen 17 ansbachisch waren und die übrigen zum Oberamt Spielberg, zum Amt Sammenheim, zum Oberamt Ellingen des Deutschen Ordens und zum Rittergut Dennenlohe gehörten; die Hochgerichtsbarkeit lag beim ansbachischen Oberamt Gunzenhausen.
Ein mittelalterliches Steinkreuz befindet sich am nördlichen Ortsende.

### Vom 19. Jahrhundert bis in die Gegenwart
1806 wurde Oberwurmbach bayerisch und gehörte ab 1808 zum Landgericht/Rentamt Gunzenhausen und gehörte mit Unterwurmbach und der Scheupeleinsmühle zum Steuerdistrikt Cronheim, bis 1811 Ober- und Unterwurmbach als Ruralgemeinde wieder selbständig wurden und dies auch bei der nächsten Gemeindereform 1818 so blieb. 1824 bestand das Dorf aus 25 Anwesen mit 140 Einwohnern. 1862 kam Oberwurmbach mit Unterwurmbach zum Bezirksamt (und späteren Landkreis) Gunzenhausen.
1948 startete in Oberwurmbach die Flurbereinigung. 1950 war das Dorf auf 31 Wohnhäuser mit 168 Bewohnern, darunter eine Reihe von Heimatvertriebenen, angewachsen. 1961 zählte man bei 28 Wohngebäuden 123 Einwohner.
Bis zur Gemeindegebietsreform in Bayern war Oberwurmbach ein Gemeindeteil der selbständigen Gemeinde Unterwurmbach, die am 1. April 1971 in die Stadt Gunzenhausen eingemeindet wurde.
Bei den Streckenkilometern 35,0 und 35,6 befinden sich zwei rundbogige Viadukte der Ludwig-Süd-Nord-Bahn, die um das Jahr 1845 erbaut wurden.
1995 hatte der Ort 143, 2000 132 und 2003 129 Einwohner.

## Medien
Vierteljährlich erscheinen in Ober- und Unterwurmbach die Wormer Streiflichter.